# 장고춤
장고춤(杖鼓舞)은 타악기의 하나인 장고를 비스듬히 어깨에다 둘러메고 여러 가지 장단에 따라 변화시키며 추는 춤이다. 원래는 풍물놀이 등 개인놀이로서, 혼자 또는 두 사람(때에 따라 많을 수도 있음)이 추는 것인데, 요즈음에는 새로운 형태로 안무하여, 농악이 아닌 완전한 무용으로 발전, 독특하고 장쾌한 멋을 풍기고 있다.